# Niall Frossach
Niall Frossach (O Niall mac Fergaile) (718–778) fue un rey irlandés de Ailech en el siglo VIII, a veces considerado Rey Supremo de Irlanda. Hermano del rey supremo Áed Allán (m. 743), Niall era hijo del rey supremo Fergal mac Máele Dúin (m. 722) y miembro de los Cenél nEógain, rama de los Uí Néill del norte. El epíteto Frossach (showery) se dice que proviene de las duchas de plata, miel y trigo que cayeron en su casa en Fahan en Inishowen a su nacimiento.
A la muerte de su hermano se convirtió en Rey de Ailech y gobernó como tal de 743 a 770. Aun así el nuevo rey supremo Domnall Midi (m. 763) de la rama de Clann Cholmáin de Ui Neill nombró a Áed Muinderg (m. 747) de los rivales Cenél Conaill como su representante en el Norte (Rí in Tuaiscert). En 756 estalló el enfrentamiento con Domnall y Domnall dirigió una fuerza de Laigin con él hasta Mag Muirtheimne en Louth. Esta región había sido puesta recientemente bajo control por el hermano de Niall, Áed Allán en 735.
Niall siguió Domnall Midi como Rey Supremo en 763. Su reinado fue considerado notablemente pacífico. La ley de San Patricio fue nuevamente proclamada en vigor en 767. (Los reyes de Clann Cholmáin apoyaban la Ley de Columba de Iona. El hijo de Domnall Midi, Donnchad Midi (m. 797) empezó a reclamar el trono de Tara en 770 cuando atacó Leinster. En 771 Donnchad dirigió un ejército al norte en 771 y 772. Se presume que Niall abdicó en algún momento entre 772 y 777 aunque posiblemente pudo ser en 770. Murió en Iona en 778.
Fue sucedido como Rey de Ailech por su sobrino, Máel Dúin mac Áedo Alláin (m. 788) hijo de Áed Allán. El cetro de Tara y la monarquía suprema pasaron a Clann Cholmáin en la persona de Donnchad Midi. Niall se casó con Dunlaith ingen Flaithbertaich (m. 798) del Cenél Conaill, hija de Flaithbertach mac Loingsig (m. 765) y su hijo Áed Oirdnide (m. 819) fue coronado rey supremo. 
Sus juicios son referenciados en un poema de Tuileagna Ó Maoil Chonaire, Labhram ar iongnaibh Éireann, escrito ochocientos años más tarde.